# 2007년 세계 유도 선수권 대회 - 여자 57kg급
제25회 세계 유도 선수권 대회 여자 57kg급 경기는 2007년 9월 15일 브라질 리우데자네이루에서 열렸다. 리우 올림픽 아레나에서 경기가 진행된 이 체급에서는 조선민주주의인민공화국의 계순희가 우승을 차지했다.
계순희는 결승전에서 스페인의 이사벨 페르난데스를 발뒤축걸기 한판으로 꺾고 금메달을 땄다. 이 체급에서만 3연속 우승이었다.

## 최종 순위
| 순위 | 선수               | 나라                   |
| 1.   | 계순희             | 조선민주주의인민공화국 |
| 2.   | 이사벨 페르난데스  | 스페인                 |
| 3.   | 사토 아이코        | 일본                   |
| 3.   | Bernadett Baczkó   | 헝가리                 |
| 5.   | Nina Koivumäki     | 핀란드                 |
| 5.   | Giulia Quintavalle | 이탈리아               |
| 7.   | Yvonne Bönisch     | 독일                   |
| 7.   | Faith Pitman       | 영국                   |